# Exocarpos odoratus
Exocarpos odoratus là một loài thực vật có hoa trong họ Santalaceae. Loài này được (Miq.) A.DC. mô tả khoa học đầu tiên năm 1857.